# Waalse Pijl 1998
De 62ste editie van de Waalse Pijl (ook wel bekend als La Flèche Wallone) werd gehouden op woensdag 15 april 1998. Het parcours voor de mannen had een lengte van 201 kilometer. De start lag ditmaal in Charleroi en de finish was ook weer in Hoei, op de Muur van Hoei om precies te zijn. Van de 193 gestarte renners bereikten 106 coureurs de eindstreep. De vrouwen reden de Waalse wielerklassieker (84 kilometer) voor de eerste keer in de geschiedenis. 

## Uitslag mannen
| Waalse Pijl 1998 (201 km) |                     |               |          |
| Plaats                    | Naam                | Ploeg         | Tijd     |
| Winnaar                   | Bo Hamburger        | Casino        | 5u06'54" |
| 2                         | Frank Vandenbroucke | Mapei-Bricobi | +00' 06" |
| 3                         | Alberto Elli        | Casino        | +00' 10" |
| 4                         | Maarten den Bakker  | Rabobank      | +00' 12" |
| 5                         | Michele Bartoli     | Asics         | +00' 15" |
| 6                         | Luc Leblanc         | Team Polti    | +00' 17" |
| 7                         | Pascal Hervé        | Festina       | +00' 18" |
| 8                         | Roberto Petito      | Saeco         | +00' 19" |
| 9                         | Laurent Dufaux      | Festina       | +00' 22" |
| 10                        | Rodolfo Massi       | Casino        | +00' 25" |

## Uitslag vrouwen
| Waalse Pijl 1998 (84 km) |                        |       |          |
| Plaats                   | Naam                   | Ploeg | Tijd     |
| Winnaar                  | Fabiana Luperini       |       | 2u27'11" |
| 2                        | Pia Sundstedt          |       | +00' 09" |
| 3                        | Catherine Marsal       |       | +00' 31" |
| 4                        | Sue Palmer-Komar       |       | +00' 38" |
| 5                        | Alessandra Cappellotto |       | +00' 49" |
| 6                        | Yvonne McGregor        |       | +00' 50" |
| 7                        | Simona Parente         |       | +00' 56" |
| 8                        | Marcia Vouets-Eicher   |       | +00' 57" |
| 9                        | Hanka Kupfernagel      |       | +01' 00" |
| 10                       | Fany Lecourtois        |       | +01' 05" |

1936 · 1937 · 1938 · 1939 · 1940 · 1941 · 1942 · 1943 · 1944 · 1945 · 1946 · 1947 · 1948 · 1949 · 1950 · 1951 · 1952 · 1953 · 1954 · 1955 · 1956 · 1957 · 1958 · 1959 · 1960 · 1961 · 1962 · 1963 · 1964 · 1965 · 1966 · 1967 · 1968 · 1969 · 1970 · 1971 · 1972 · 1973 · 1974 · 1975 · 1976 · 1977 · 1978 · 1979 · 1980 · 1981 · 1982 · 1983 · 1984 · 1985 · 1986 · 1987 · 1988 · 1989 · 1990 · 1991 · 1992 · 1993 · 1994 · 1995 · 1996 · 1997 · 1998 · 1999 · 2000 · 2001 · 2002 · 2003 · 2004 · 2005 · 2006 · 2007 · 2008 · 2009 · 2010 · 2011 · 2012 · 2013 · 2014 · 2015 · 2016 · 2017 · 2018 · 2019 · 2020 · 2021 · 2022 · 2023 · 2024
Lijst van beklimmingen